# Pouze
Pouze (okzitanisch: Posa) ist eine französische Gemeinde mit 87 Einwohnern (Stand: 1. Januar 2022) im Département Haute-Garonne in der Region Okzitanien (vor 2016 Midi-Pyrénées). Sie gehört zum Arrondissement Toulouse und zum Kanton Escalquens. Die Einwohner werden Pouzains genannt.

## Geographie
Pouze liegt etwa 23 Kilometer südsüdöstlich von Toulouse in der Landschaft Lauragais. Umgeben wird Pouze von den Nachbargemeinden Montbrun-Lauragais im Nordwesten und Norden, Montgiscard im Nordosten, Belbèze-de-Lauragais im Osten, Saint-Léon im Südosten und Süden, Noueilles im Süden sowie Issus im Westen.

## Bevölkerungsentwicklung
| Jahr                       | 1962 | 1968 | 1975 | 1982 | 1990 | 1999 | 2006 | 2012 | 2020 |
| Einwohner                  | 71   | 62   | 59   | 58   | 75   | 89   | 99   | 92   | 83   |
| Quellen: Cassini und INSEE |      |      |      |      |      |      |      |      |      |

## Sehenswürdigkeiten

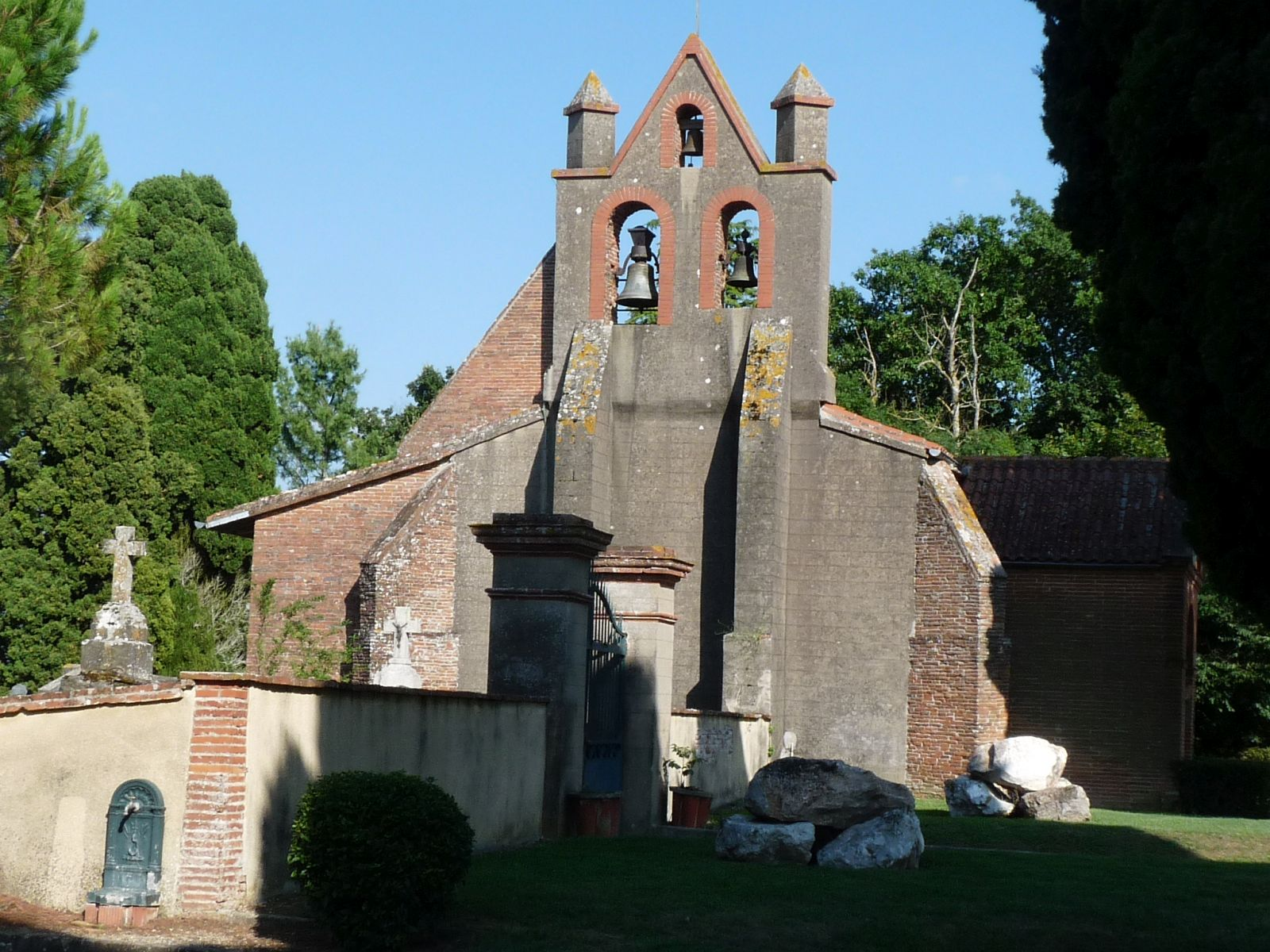
Kirche Saint-Étienne
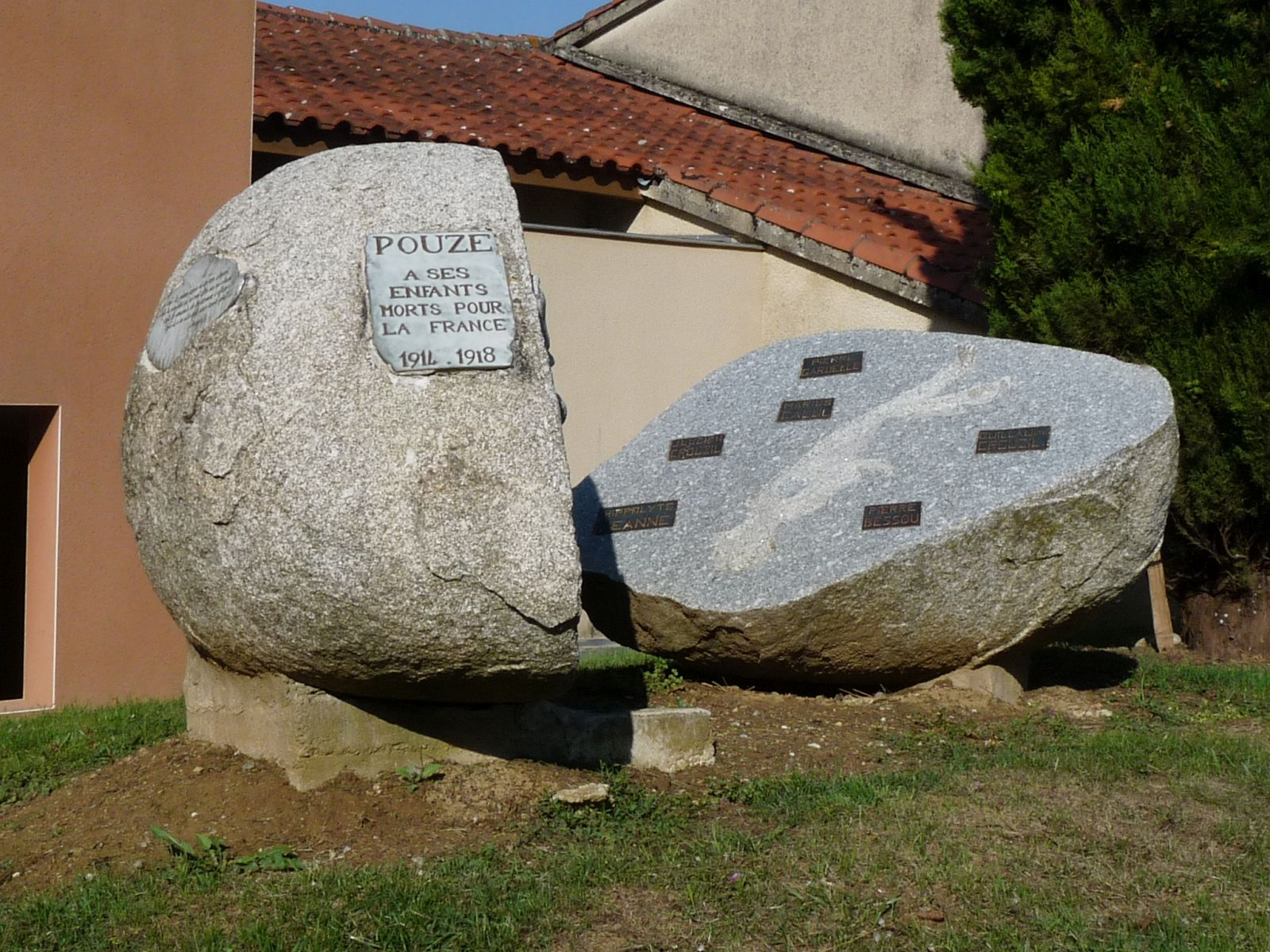
Schloss Beauvent

- Kirche Saint-Étienne
- Gefallenendenkmal